# Églisolles
Églisolles település Franciaországban, Puy-de-Dôme megyében. Lakosainak száma 309 fő (2022. január 1.). Églisolles Baffie, Grandrif, Saillant, Saint-Just, Saint-Romain és Viverols községekkel határos.

## Népesség
A település népességének változása:
| Lakosok száma | 262  | 261  | 261  | 257  | 253  | 272  | 290  | 309  |
|               | 2013 | 2015 | 2017 | 2018 | 2019 | 2020 | 2021 | 2022 |